# 磯子車站
磯子車站（日语：／ Isogo eki */?）是一個位於神奈川縣橫濱市磯子區森一丁目，屬於東日本旅客鐵道（JR東日本）根岸線的鐵路車站。

## 歴史
- 1964年（昭和39年）
  - 5月19日：日本國有鐵道（國鐵）根岸線從櫻木町站延伸至本站。
  - 6月1日：高島線全線通車，本站開始貨物運輸業務。
- 1970年（昭和45年）3月17日：根岸線延伸至洋光台站。
- 1986年（昭和61年）11月1日：貨物運輸業務廢止。但仍保留貨物月台至日清沙拉油（日语：日清オイリオグループ）橫濱磯子事業場的專用線。
- 1987年（昭和62年）4月1日：國鐵分割民營化，本站成為東日本旅客鐵道車站。
- 2000年（平成12年）11月2日：付費區內設置電扶梯與電梯。
- 2001年（平成13年）11月18日：IC卡「Suica」啟用。

## 車站構造

### 配線
本站是島式月台1面2線的地面車站。新杉田方向與根岸方向皆設有折返用線路（拖上線），其中後者主要是出入留置線時使用。東北側是有11條留置線的鎌倉車輛中心磯子派出所。
過去車站海側有個1面1線的貨物月台。1986年11月停止使用後改建為停車場與住宅等。但現在仍保留部分線路供工程臨時列車使用。
京濱東北線系統（根岸線）列車約半數以本站起訖。1987年4月1日時，橫濱線系統除了早晨傍晚時段以外，有以本站、大船站為終點的列車，2018年現在的早晨、晩間仍有數班橫濱線系直通列車存在。

### 車站機能
本站為直營站，在JR的特定都區市內制度中屬於「橫濱市內」。
開業當時為跨站式站房，之後進行改建後，車站外觀已與當時有很大的不同。
站房內有一個剪票口。剪票口附近有綠色窗口、自動售票機、自動精算機等。其西側有三個出口，東側有一個出口。
站內商店有剪票口外右側西口側的BECK'S COFFEE SHOP與NEWDAYS mini磯子1號店。
廁所位於月台大船方向前端。另外，大廳剪票口附近亦有多功能廁所。
本站終停的列車會進行車內點檢，因此站員常駐的站務室設於月台上。

### 月台配置
| 月台 | 路線   | 方向 | 目的地                     | 備註            |
| ---- | ------ | ---- | -------------------------- | --------------- |
| 1    | 根岸線 | 上行 | 根岸、橫濱、東京、大宮方向 | 直通 京濱東北線 |
| 1    | 橫濱線 | -    | 新橫濱、町田、八王子方向   | 只限早晩運行    |
| 2    | 根岸線 | 下行 | 新杉田、港南台、大船方向   |                 |

（來源：JR東日本:車站構內圖 （页面存档备份，存于））

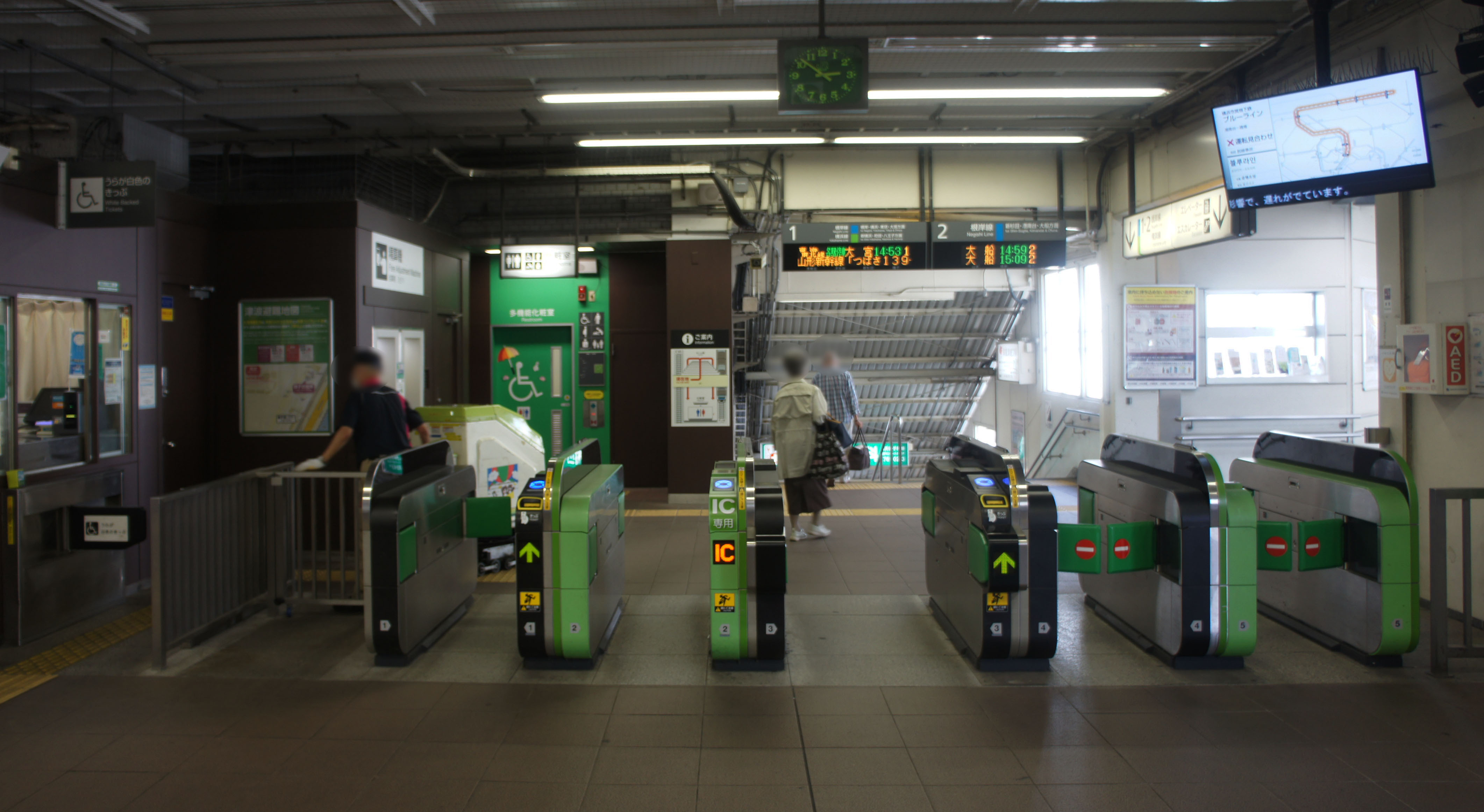
閘口（2019年6月）
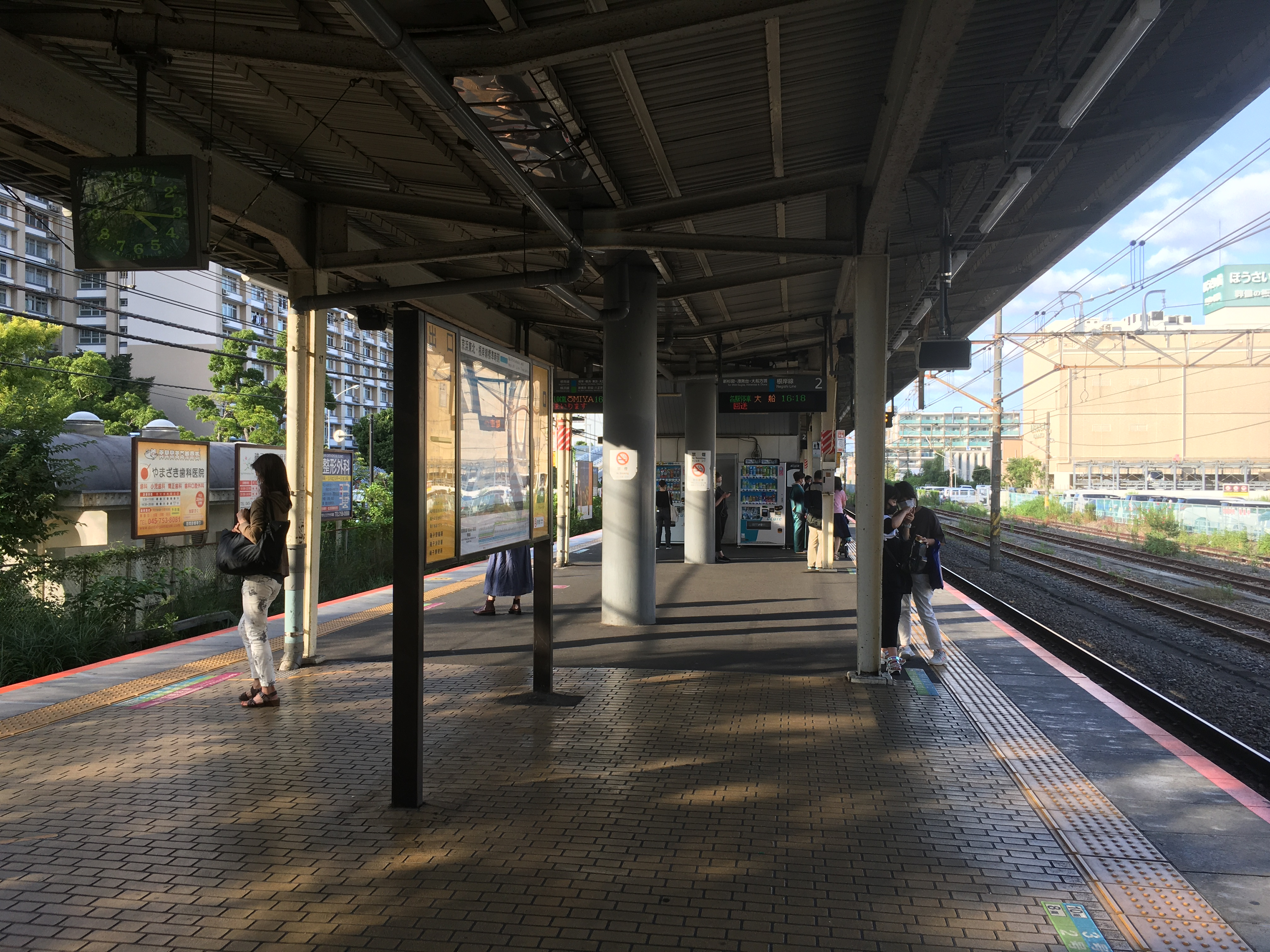
月台（2021年9月）

## 使用情況
2019年（令和元年）度的1日平均上車人次為20,199人。
近年人次變化如下表。
| 年度               | 1日平均 上車人次 |
| ------------------ | ---------------- |
| 1991年（平成03年） | 23,961           |
| 1992年（平成04年） | 24,286           |
| 1993年（平成05年） | 24,289           |
| 1994年（平成06年） | 23,813           |
| 1995年（平成07年） | 23,658           |
| 1996年（平成08年） | 23,576           |
| 1997年（平成09年） | 23,268           |
| 1998年（平成10年） | 22,811           |
| 1999年（平成11年） | 21,934           |
| 2000年（平成12年） | 21,112           |
| 2001年（平成13年） | 20,876           |
| 2002年（平成14年） | 20,272           |
| 2003年（平成15年） | 20,199           |
| 2004年（平成16年） | 19,367           |
| 2005年（平成17年） | 19,085           |
| 2006年（平成18年） | 19,120           |
| 2007年（平成19年） | 19,047           |
| 2008年（平成20年） | 18,960           |
| 2009年（平成21年） | 18,675           |
| 2010年（平成22年） | 18,456           |
| 2011年（平成23年） | 18,256           |
| 2012年（平成24年） | 18,215           |
| 2013年（平成25年） | 18,703           |
| 2014年（平成26年） | 19,435           |
| 2015年（平成27年） | 20,183           |
| 2016年（平成28年） | 20,160           |
| 2017年（平成29年） | 20,260           |
| 2018年（平成30年） | 20,282           |
| 2019年（令和元年） | 20,199           |

## 車站周邊

### 行政、公共設施、金融機關
- 磯子區綜合廳舍
  - 磯子區役所
  - 橫濱市立磯子圖書館
  - 磯子公會堂
- 康心會汐見台醫院（日语：康心会汐見台病院）
- 久良岐公園（日语：久良岐公園） - 賞櫻景點
  - 久良岐能舞台（日语：能舞台）
- 磯子郵便局（日语：磯子郵便局）
- 橫濱銀行磯子站前支店
- 駿河銀行（日语：スルガ銀行）橫濱磯子支店
- 中川信用金庫（日语：かながわ信用金庫）磯子支店

### 交通

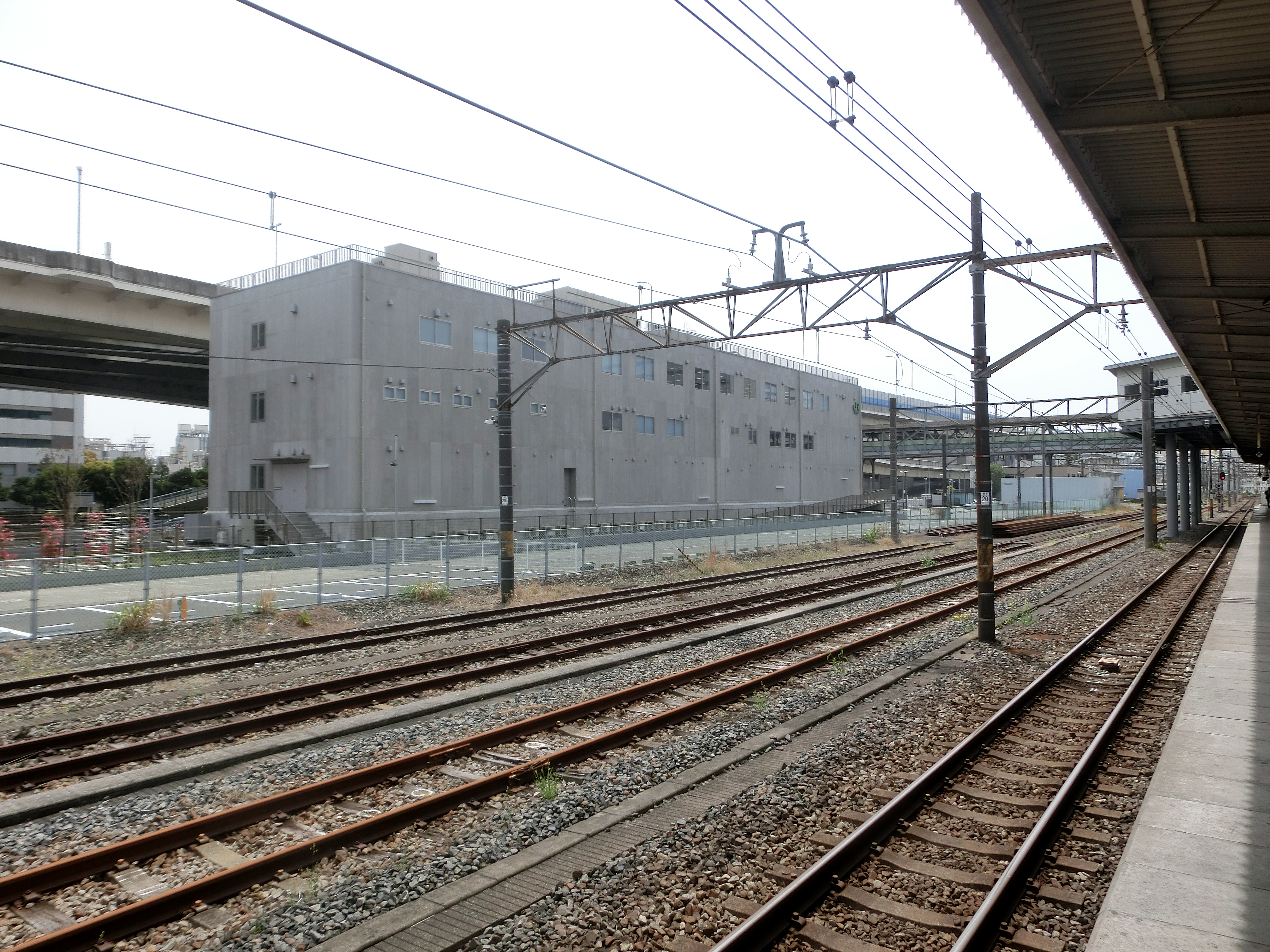
2016年3月開設的JR東日本橫濱運輸區（2016年4月）

- 東日本旅客鐵道橫濱運輸區 - 2016年3月開設。
- 屏風浦站（京濱急行電鐵本線） - 西南方步行15 - 20分。
- 橫濱市營巴士磯子營業所（日语：横浜市営バス磯子営業所）（橫濱交通開發（日语：横浜交通開発）磯子營業所）
- 神奈川都市交通（日语：神奈川都市交通）磯子營業所
- 磯子出入口（首都高速灣岸線）
- 國道16號
- 國道357號
- 環狀2號線（日语：環状2号線 (横浜市)）

### 商店
- PEACOCK STORE（日语：イオンマーケット）磯子店
- YorkMart（日语：ヨークマート）磯子店
- 鈴木屋（日语：スズキヤ）磯子店
- 玩具反斗城磯子店

### 私有設施等
- 東芝生產技術研究所

- 日清奧利友集團（日语：日清オイリオグループ）橫濱磯子事業場
- 東京瓦斯根岸LNG基地
- 東京瓦斯LPG總站
- 東京液化酸素工場
- 旭紙業（日语：旭紙業）橫濱工場
- 東京電力南橫濱火力發電所（日语：南横浜火力発電所）

- 電源開發磯子火力發電所（日语：磯子火力発電所）

## 巴士路線
磯子站前（西口巴士圓環）
- 1號乘車處
  - 〔10〕往峰之鄉（經杉田站前）（市營）
  - 〔293〕冰取澤（日语：氷取沢）循環（經杉田站前、栗木町、磯子台團地、上中里團地）（市營）

- - 往洋光台站行（經三井團地）（江之電）
- 2號乘車處
  - 〔64〕往港南台站前（經笹堀、上大岡站前、公園前）（市營） / 往上大岡站（經笹堀）（神奈中）
  - 〔港64]〕往港南台站（經笹堀、上大岡站）（神奈中）
  - 〔78〕往根岸站前（經笹堀）（市營）
- 3號乘車處
  - 〔60〕往南區役所前循環（經山王谷、笹堀、弘明寺）（神奈中）
  - 〔70〕往汐見台（日语：汐見台 (横浜市)）循環（市營）
  - 〔深夜〕往市電保存館（日语：横浜市電保存館）前（經汐見台store前、汐見台3丁目、濱小學校、岡村町）（市營）
- 4號乘車處
  - 下車專用
- 5號乘車處
  - 〔9、58、99、113〕往磯子車庫前（日语：横浜市営バス磯子営業所）（市營） ※磯子車庫前是在營業所入口前（產業道路上）停車
- 6號乘車處
  - 〔磯6〕往上大岡站（經森丘）（京急）
- 7號乘車處
  - 〔4〕往追濱站、追濱車庫前（經杉田、金澤文庫）（京急）
- 8號乘車處
  - 〔61〕往入國管理局前（經新杉田站前、鳥濱町）（交通開發）
  - 〔|110〕往杉田、杉田平和町（京急）
  - 〔磯6〕往杉田（京急）
- 9號乘車處
  - 下車專用
- 10號乘車處
  - 〔60〕南區役所前循環（經山王谷、笹堀、弘明寺）（神奈中）

- - 〔110〕往橫濱站前（經浦舟町）（京急）
  - 〔113〕往櫻木町站前（經吉野町站前）（市營）
  - 〔327〕急行 往櫻木町站前（同上）（市營）
- 11號乘車處
  - 〔9〕往保土谷站東口、藤棚（市營）
- 12號乘車處
  - 〔58〕往小港橋、櫻木町站前、橫濱站前（經根岸站前、山下橋。平日8班經港赤十字醫院）（市營）
  - 〔99〕往櫻木町站前（經根岸站前、市廳前）（市營）

磯子站東口（產業道路上）
- 橫濱市營巴士
  - 〔85〕往南部水再生中心前、東京瓦斯前 / 往磯子車庫

※横浜交通開發運行的路線在2007年11月30日以前由橫濱市營巴士運行。

## 其他
- 本站終停列車多在深夜時段，此時站前可見大量乘客等待計程車。本站如同多數根岸線車站，乘客多需藉由巴士等交通方式來往車站與住家。
- 根岸線開通以前。磯子區的行政、商業中心在磯子站與根岸站中間的濱巴士站至堀割川（日语：堀割川）八幡橋一帶。區役所在1967年移至磯子站前的濱小學校舊址[4]，但磯子警察署（日语：磯子警察署）、磯子消防署、橫濱銀行磯子支店、里索那銀行磯子支店、商店街（濱市場）等仍留在此區域。
- 主要在周六日運行、來往橫濱與松本的臨時特急濱甲斐號會回送至本站再折返。

## 相鄰車站
東日本旅客鐵道
 根岸線
■快速、■■各站停車
根岸（JK 07）－磯子（JK 06）－新杉田（JK 05）

### 使用情況
1. ↑  横浜市統計書 （页面存档备份，存于） - 横浜市

JR東日本2000年度以後上車人次
1. ↑  各駅の乗車人員（2000年度） （页面存档备份，存于） - JR東日本
2. ↑  各駅の乗車人員（2001年度） （页面存档备份，存于） - JR東日本
3. ↑  各駅の乗車人員（2002年度） （页面存档备份，存于） - JR東日本
4. ↑  各駅の乗車人員（2003年度） （页面存档备份，存于） - JR東日本
5. ↑  各駅の乗車人員（2004年度） （页面存档备份，存于） - JR東日本
6. ↑  各駅の乗車人員（2005年度） （页面存档备份，存于） - JR東日本
7. ↑  各駅の乗車人員（2006年度） （页面存档备份，存于） - JR東日本
8. ↑  各駅の乗車人員（2007年度） （页面存档备份，存于） - JR東日本
9. ↑  各駅の乗車人員（2008年度） （页面存档备份，存于） - JR東日本
10. ↑  各駅の乗車人員（2009年度） （页面存档备份，存于） - JR東日本
11. ↑  各駅の乗車人員（2010年度） （页面存档备份，存于） - JR東日本
12. ↑  各駅の乗車人員（2011年度） （页面存档备份，存于） - JR東日本
13. ↑  各駅の乗車人員（2012年度） （页面存档备份，存于） - JR東日本
14. ↑  各駅の乗車人員（2013年度） （页面存档备份，存于） - JR東日本
15. ↑  各駅の乗車人員（2014年度） （页面存档备份，存于） - JR東日本
16. ↑  各駅の乗車人員（2015年度） （页面存档备份，存于） - JR東日本
17. ↑  各駅の乗車人員（2016年度） （页面存档备份，存于） - JR東日本
18. ↑  各駅の乗車人員（2017年度） （页面存档备份，存于） - JR東日本
19. ↑  各駅の乗車人員（2018年度） （页面存档备份，存于） - JR東日本
20. ↑  各駅の乗車人員（2019年度） （页面存档备份，存于） - JR東日本

## 外部連結
- 車站資訊（磯子）：東日本旅客鐵道

35°23′59.7″N 139°37′4.6″E / 35.399917°N 139.617944°E